# Lago Mercurin
Il lago Mercurin (2.491 m s.l.m.) è un lago naturale delle valli di Lanzo.

## Geografia

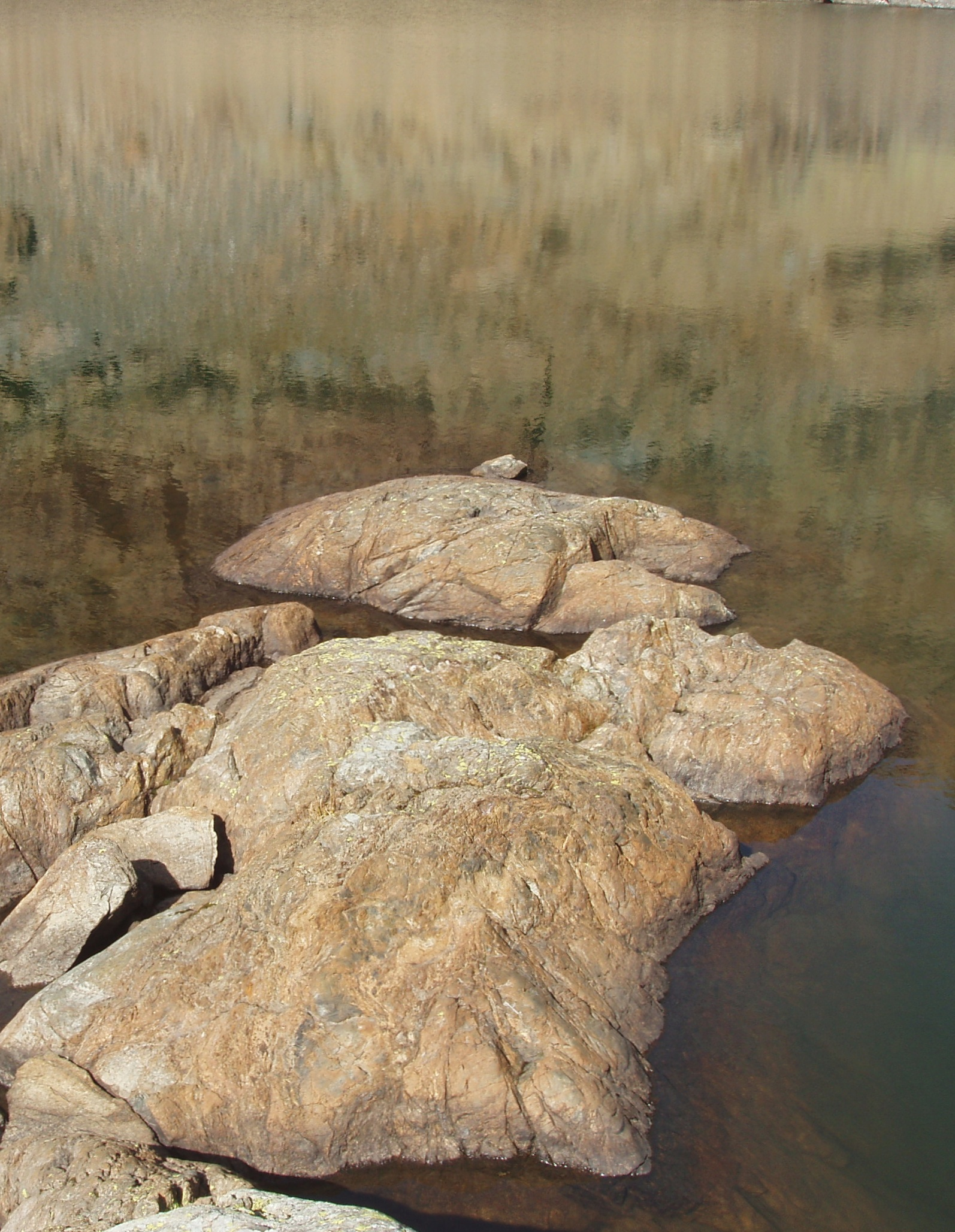
Rocce erose dal ghiacciaio sulla costa del lago

Lo specchio d'acqua, di 3,05 ettari di superficie, si trova nel comune di Balme, in una conca chiusa a nordest dall'Uia di Mondrone e a nord-ovest dalla Punta Rossa di Sea. Il suo emissario, il Rio Pissai, confluisce nella Stura di Ala tra il capoluogo di Balme e Chialambertetto. Nel 1895 un alpinista della sezione torinese del CAI descriveva la conca nella quale si trova il lago come una delle più desolate e selvaggie.

## Accesso

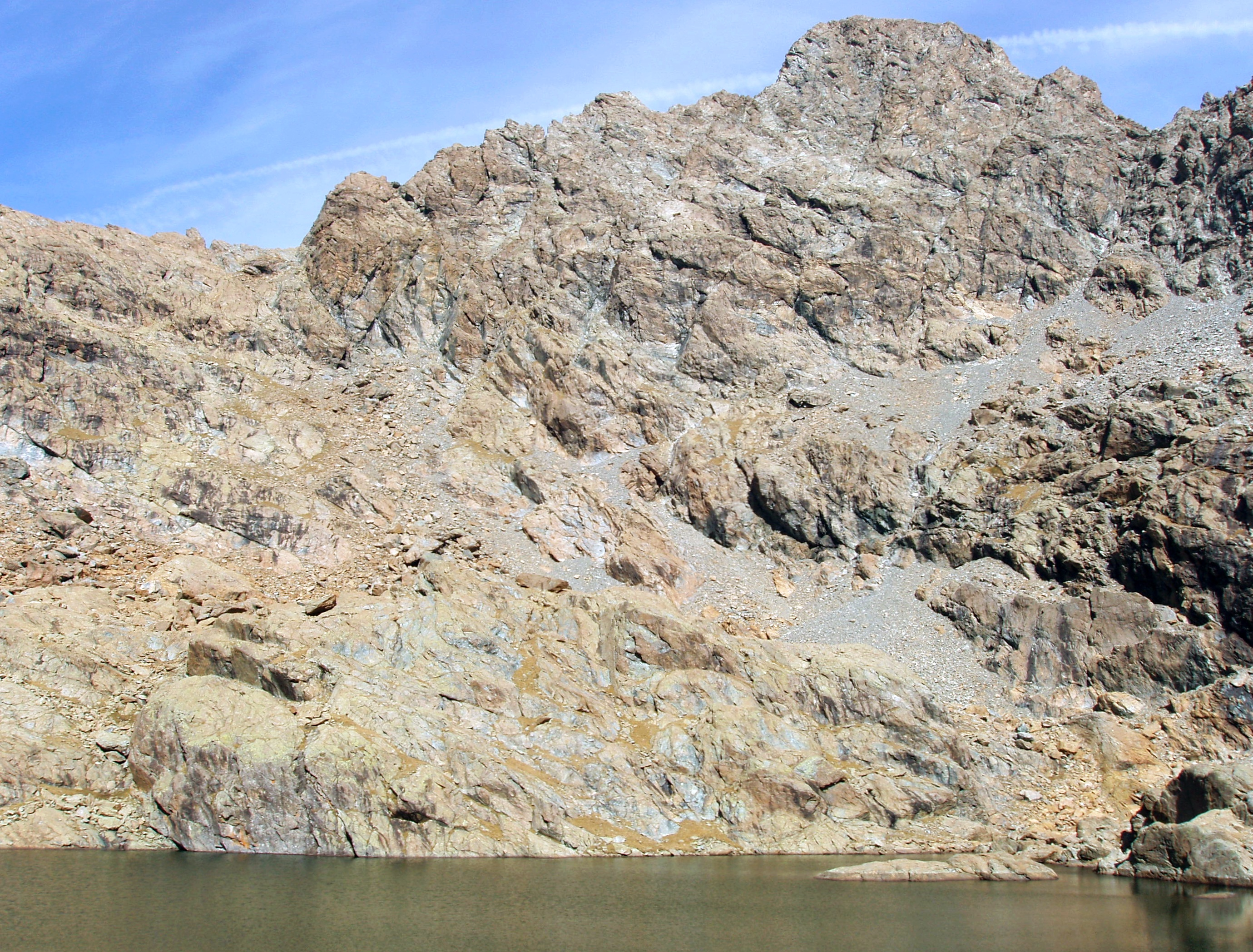
L'incombente parete sud dell'Uia di Mondrone

Il lago è raggiungibile dal capoluogo di Balme, per mezzo di un sentiero per Escursionisti Esperti (difficoltà EE). In alternativa è possibile percorrere l'itinerario Labirinto Verticale, più impegnativo e che richiede una certa esperienza alpinistica.